# Ušatec

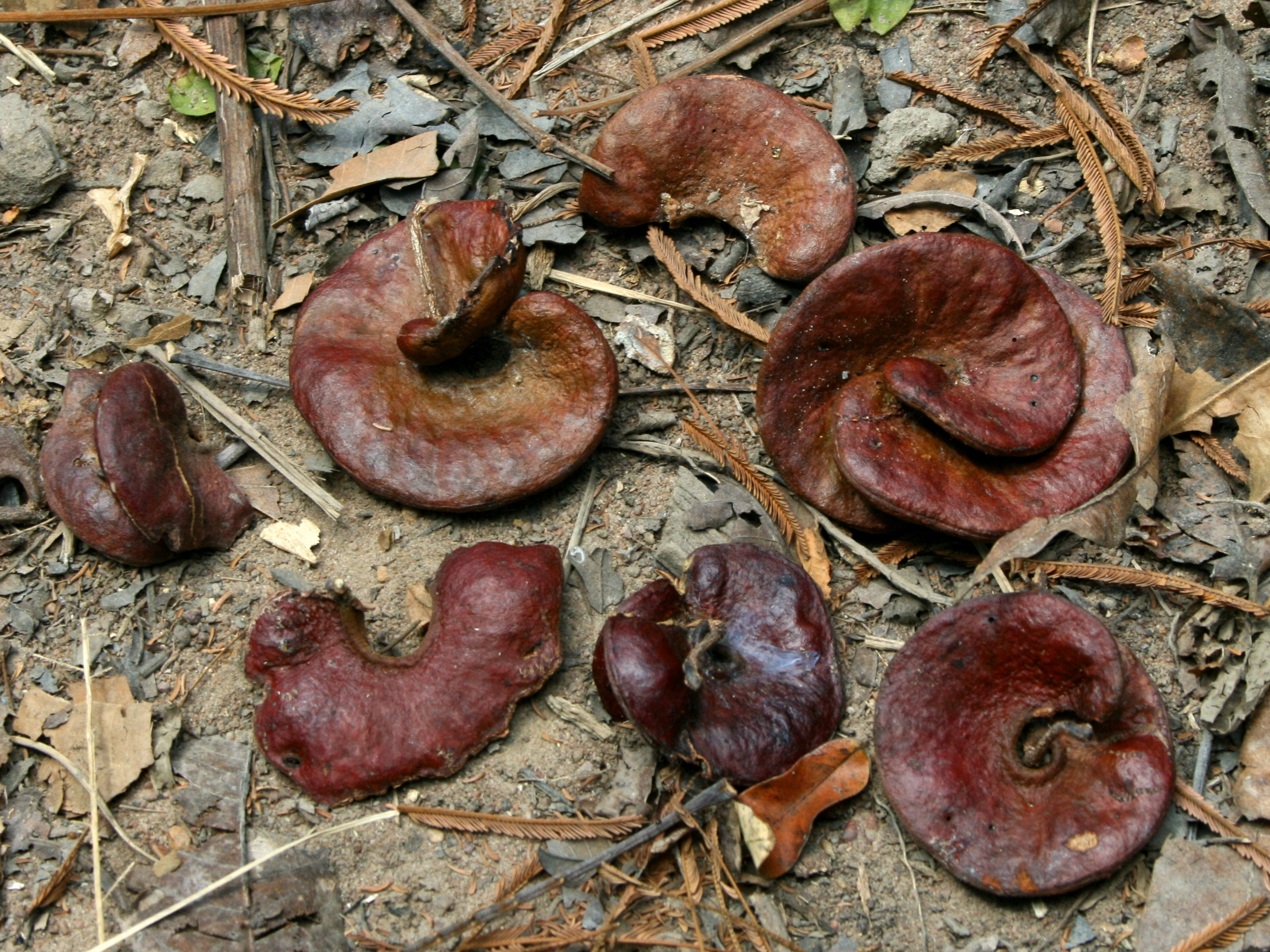
Plody ušatce Enterolobium schomburgkii

Ušatec (Enterolobium) je rod tropických stromů z čeledi bobovité (Fabaceae). Jsou to často mohutné stromy s dvakrát zpeřenými listy a kulovitými květenstvími, nápadné zejména spirálovitě stočenými dřevnatými lusky. Vyskytují se v počtu asi 10 druhů v tropické Americe. Ušatec Enterolobium cyclocarpum je mohutný strom se širokou deštníkovitou korunou, pěstovaný jako stínící dřevina i v jiných oblastech tropů. Druh Enterolobium schomburgkii náleží mezi nejvyšší stromy jihoamerického pralesa.

## Popis
Ušatce jsou stromy, často mohutné, s dvakrát sudozpeřenými listy. Druh Enterolobium schomburgkii, rostoucí v nížinných deštných lesích, dorůstá výšky až 50 metrů. Listy jsou složeny z mnoha párů drobných lístků. Na řapíku je přítomna nektáriová žlázka. Květenství jsou úžlabní kulovité hlávky, buď jednotlivé nebo uspořádané v hroznech. Kalich je zvonkovitý, s 5 krátkými zuby. Koruna je nálevkovitá, s 5 laloky. Tyčinek je mnoho a jsou na bázi srostlé v trubičku. Semeník je přisedlý, s nitkovitou čnělkou, a obsahuje mnoho vajíček. Plod je nepukavý, tvrdý, ledvinovitě prohnutý nebo až do kruhu charakteristicky stočený.
Zástupci rodu ušatec jsou listy, žlázkami na řapících, květenstvími i stavbou květů podobné rodu albízie (Albizia). Odlišují se zejména nápadně tvarovanými plody.

## Rozšíření
Rod Enterolobium zahrnuje 10 druhů. Je rozšířen výhradně v tropické Americe od jižního Mexika a Antilských ostrovů po Argentinu. Druh Enterolobium cyclocarpum je dnes pěstován v tropech celého světa.

## Taxonomie
V taxonomii čeledi bobovité je rod Enterolobium řazen do podčeledi Caesalpinioideae a do tribu Ingeae. Dříve byl součástí podčeledi Mimosoideae (resp. samostatné čeledi Mimosaceae), která byla v roce 2017 vřazena do podčeledi Caesalpinioideae.
Mezi blízce příbuzné rody náleží dle výsledků molekulárních studií např. Albizia, Inga a Samanea.

## Význam
Ušatec Enterolobium cyclocarpum se hojně pěstuje zejména v tropické Americe jako stínící strom podél cest, na farmách a podobně. Dřevo je odolné proti vodě a slouží k výrobě kánoí a také v truhlářství. Semena obsahují asi 36 % bílkovin a slouží jako krmivo pro dobytek. Třísloviny z kůry jsou používány v koželužství. Tento druh má využití i v místní medicíně.